# Políptico do Altar-mor da Matriz da Ponta do Sol
O Políptico do Altar-mor da Matriz da Ponta do Sol é um conjunto de quatro pinturas a óleo sobre madeira pintadas cerca de 1550 presumivelmente pelo artista português que se designa por Mestre de Arruda dos Vinhos para a Igreja Matriz da Ponta do Sol onde ainda se encontram.
O Políptico do Altar-mor da Matriz da Ponta do Sol é constituído pelas seguintes pinturas:
- Encontro de Santa Ana e São Joaquim,
- Natividade,
- Ascensão de Cristo e
- Assunção da Virgem.

As pinturas sobre tábua do Políptico do Altar-mor da Matriz da Ponta do Sol formam um conjunto de temas marianos próprios de uma igreja da invocação de Nossa Senhora da Luz, e poderão ser atribuídas ao Mestre de Arruda dos Vinhos. Estas pinturas sobre tábua filiam-se em modelos próximos dos Mestres de Ferreirim, mas optam por composições centralizadas, dinamizadas com torções e vestes de pregas sinuosas, deixando entrever as formas corporais, e contrastes de cor.
O Políptico do Altar-mor da Matriz da Ponta do Sol está incorporado num Retábulo que é um dos melhores exemplos da aplicação do gosto maneirista na talha. Segundo o historiador de arte Pedro Dias, o Retábulo de talha «é uma obra de compêndio feita para emoldurar cinco tábuas, valorizando-se os pedestais, a predela e as pilastras onde o autor, cuja identidade desconhecemos, plasmou toda a gama de grotescos, mascarões, medalhas e mais elementos tirados da gramática maneirista de Antuérpia. Há cópias literais e adaptações de gravuras de Cornelis Bos e de Vredeman de Vries. O artista que fez este retábulo denota erudição e um bom conhecimento dos modelos então em voga no Norte da Europa e na Península Ibérica, e também uma superior capacidade de execução. Embora com reservas, podemos apontar para uma data que medeia entre 1560 e 1570».

## Descrição
A colocação dos painéis no retábulo segue uma lógica temática e não a cronologia dos acontecimentos. Assim,  à esquerda, em baixo está a Natividade ou Presépio e em cima a Ascensão e, no lado direito, em baixo o Encontro de Santa Ana e São Joaquim e em cima a Assunção da Virgem. Portanto, um lado para os temas cristológicos e o outro para temas marianos, seguindo uma tradição retabular do Sul de Espanha.
Segundo Isabel Santa Clara, em todos os painéis o Autor seguiu uma composição centralizada, dando nítido destaque ao assunto principal, sendo os da Ascensão e Assunção mais despojadas e com mais elementos narrativos secundários os outros dois, atendendo à maior área ocupado pelo cenário envolvente. Estas obras enquadram-se efectivamente na produção do Mestre de Arruda dos Vinhos que é seguidor a obra dos Mestres de Ferreirim e, em especial, de Garcia Fernandes, constituindo mais um exemplo do poder de irradiação destas oficinas.
Apresenta-se a seguir a descrição segundo a temática dos episódios representados, no lado direito de carácter eminentemente mariano e do lado esquerdo de carácter especialmente cristológico, de baixo para cima, numa ordem cronológica.

### Encontro de Santa Ana e São Joaquim
A Encontro de Santa Ana e São Joaquim representa o episódio apócrifo homónimo da vida dos pais da Virgem Maria.
Esta pintura é uma alegoria à Imaculada Conceição combinando o tema do Encontro na Porta Dourada com uma versão simplificada da Genealogia da Virgem. Santa Ana e São Joaquim estão ajoelhados frente a frente, como figuras mediadoras, em oração. No céu, destacados numa auréola ovalada luminosa, estão primeiro a Virgem Maria com o Menino Jesus ao colo, mas colocada sobre o crescente lunar, e acima deles estão o Espírito Santo e o Padre Eterno que segura o globo do mundo e abençoa a cena. A presença do Padre Eterno e do Espírito Santo revela cuidado doutrinário, não seguindo a versão apócrifa da concepção da Virgem Maria, evidenciando a intervenção divina no episódio.
Este Encontro de Santa Ana e São Joaquim tem a particularidade de não dar destaque ao arco da Porta Dourada (Jerusalém) que apenas surge discretamente inserido na povoação em fundo, não servindo para enquadramento da cena ou para inclusão de arquitectura vistosa ao estilo italiano. Em fundo, o perfil da cidade quase se confunde com as montanhas, destacando-se à direita uma árvore com alguns ramos secos com um desenho caprichoso, semelhante ao da pintura Natividade e frequente nas gravuras de Dürer e na pintura alemã.
Santa Ana e São Joaquim formam com a Virgem Maria uma composição piramidal que será utilizada também, presumivelmente pelo mesmo autor, na pintura homónima do Políptico de Arruda dos Vinhos, mas no caso da Ponta do Sol, segundo Isabel Santa Clara, a figura de Santa Ana denota uma rigidez nas vestes, na postura e no rosto, que se afasta da tendência curvilínea das restantes figuras do conjunto, o que parece indiciar a existência de um repinte. As auréolas que envolvem as figuras que estão no céu têm um papel importante na luminosidade geral da composição. É uma pintura que recorre a contrastes de claro-escuro, sobretudo nos fundos e no céu, e a um colorido vivo.

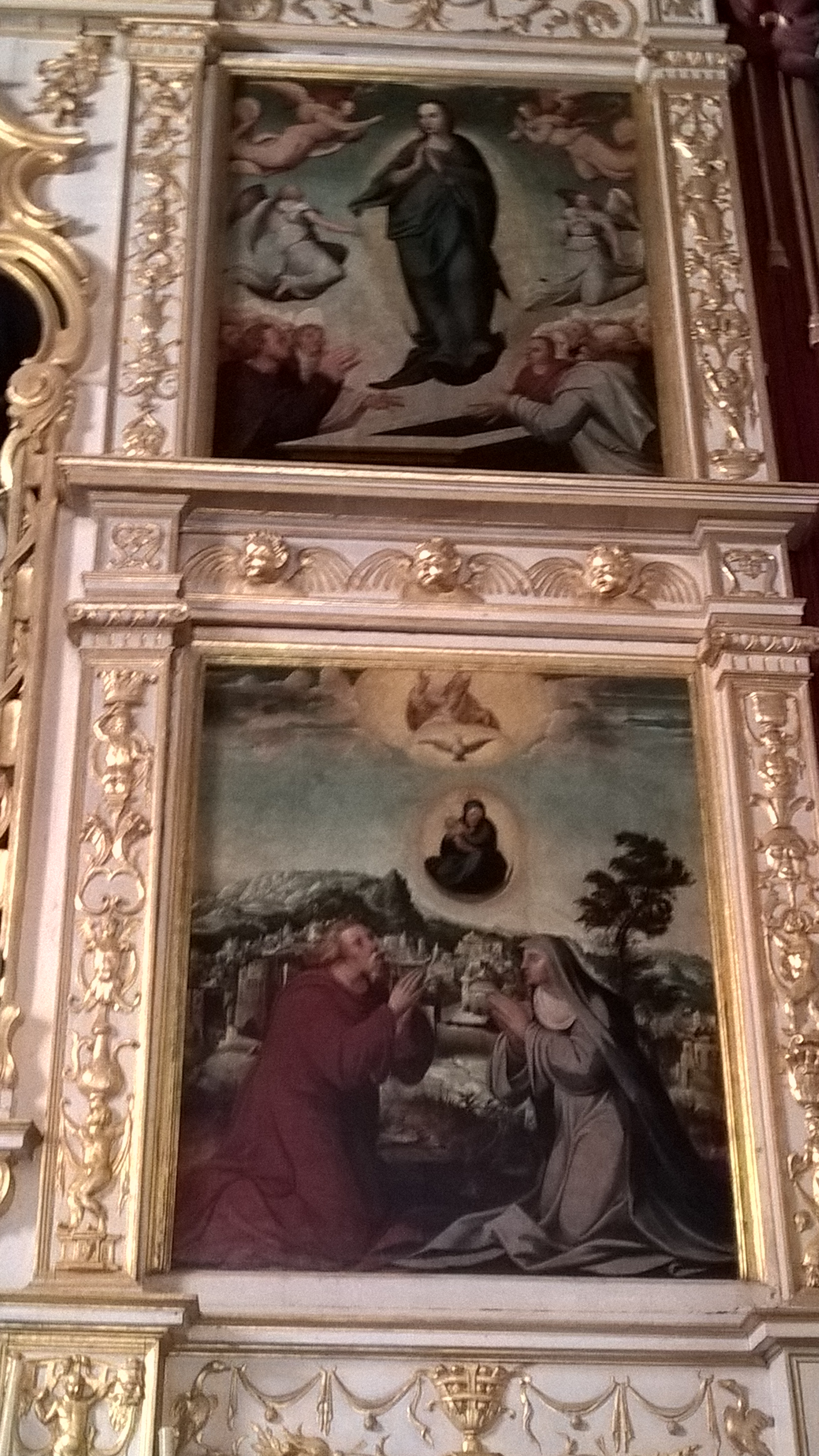
Assunção da Virgem (em cima) e Encontro de S. Ana e S. Joaquim

### Assunção da Virgem
A Assunção da Virgem representa o episódio apócrifo homónimo da vida da Virgem Maria.
Tendo as mesmas dimensões da pintura anterior e colocada acima desta, a Assunção retoma de modo mais simples a versão sobre o mesmo tema do Convento de Jesus de Setúbal. Nesta pintura da Ponta do Sol foi reduzido o número de anjos e eliminada a paisagem, sendo também mais singela que a correspondente pintura supostamente do mesmo Autor do Políptico de Arruda dos Vinhos. Um túmulo rectangular simples está colocado em primeiro plano obliquamente que constitui com as cabeças dos Apóstolos uma forma de aprofundamento da cena. As vestes enroladas dos anjos repetem os de Garcia Fernandes. As auréolas dos Apóstolos são constituídas por uma discreta linha dourada numa sobreposição de círculos clareados, diferentes dos que se veem nos outros painéis deste Políptico, talvez na sequência de um repinte. É vincada a correspondência entre esta composição e a da Ascensão de Cristo no outro lado do Retábulo.
Esta Assunção resulta da fusão com o tema da Imaculada Conceição sobre o crescente lunar. Esta mistura de temas era tradicional na pintura portuguesa do século XVI, por vezes também associada à Coroação da Virgem, como no caso do Convento de Ferreirim. A Virgem Maria não é levada por anjos, mas apenas ladeada por eles como numa Ascensão. A transformação de um tema noutro ocorre também na pintura italiana deste período.

### Natividade
A pintura Natividade representa o episódio bíblico do Nascimento de Jesus.
Nota-se o enrolamento das formas das figuras sobretudo de São José e do Menino Jesus, dobrados sobre si mesmos num gesto comum nas obras deste Mestre. Segundo Isabel Santa Clara, existem grandes afinidades com a Natividade do Retábulo do Mosteiro da Trindade que lhe terá servido de modelo: a posição da Virgem Maria e de São José, o grupo do Menino Jesus com os anjos, a posição dos outros anjos sobre a cena, os tipos e trajes dos dois pastores, a forma da manjedoura e dos rochedos ao fundo. A auréola da Virgem Maria é formado por linhas irradiantes enquanto a do Menino Jesus segue o modelo mais elaborado das auréolas da Ascensão de Cristo.
A composição apresenta simetria na colocação das figuras estando o fundo dividido em três espaços por meio de elementos arquitectónicos. Na esquerda está o casebre que serve de estábulo por detrás de duas colunas com capitéis coríntios que sustentam a abóbada de caixotões pelos quais passa a luz que incide sobre os animais. A zona central está definida entre uma coluna e uma pilastra decorada a grotescos onde surgem dois pastores, um deles com um cordeiro, que têm acima deles três anjos. À direita, a paisagem de fundo é enquadrada por um arco arruinado e onde um grupo de pastores junto a uma gruta é surpreendido pela aparição do anjo.
Joaquim O. Caetano assinala que não existe este tema nas outras séries do Mestre de Arruda dos Vinhos e que tem um ambiente mais sombrio. «O fundo é criado por colunas de jaspe e pilastras com grotescos, e abre para uma paisagem nocturna onde um manto de neve cobre parte da colina. O desenho dos rostos e o trabalhado das vestes é no entanto bem à maneira do pintor, ..., mas a obra ressente-se da não utilização do colorido vibrante que é uma das melhores qualidades deste Mestre.

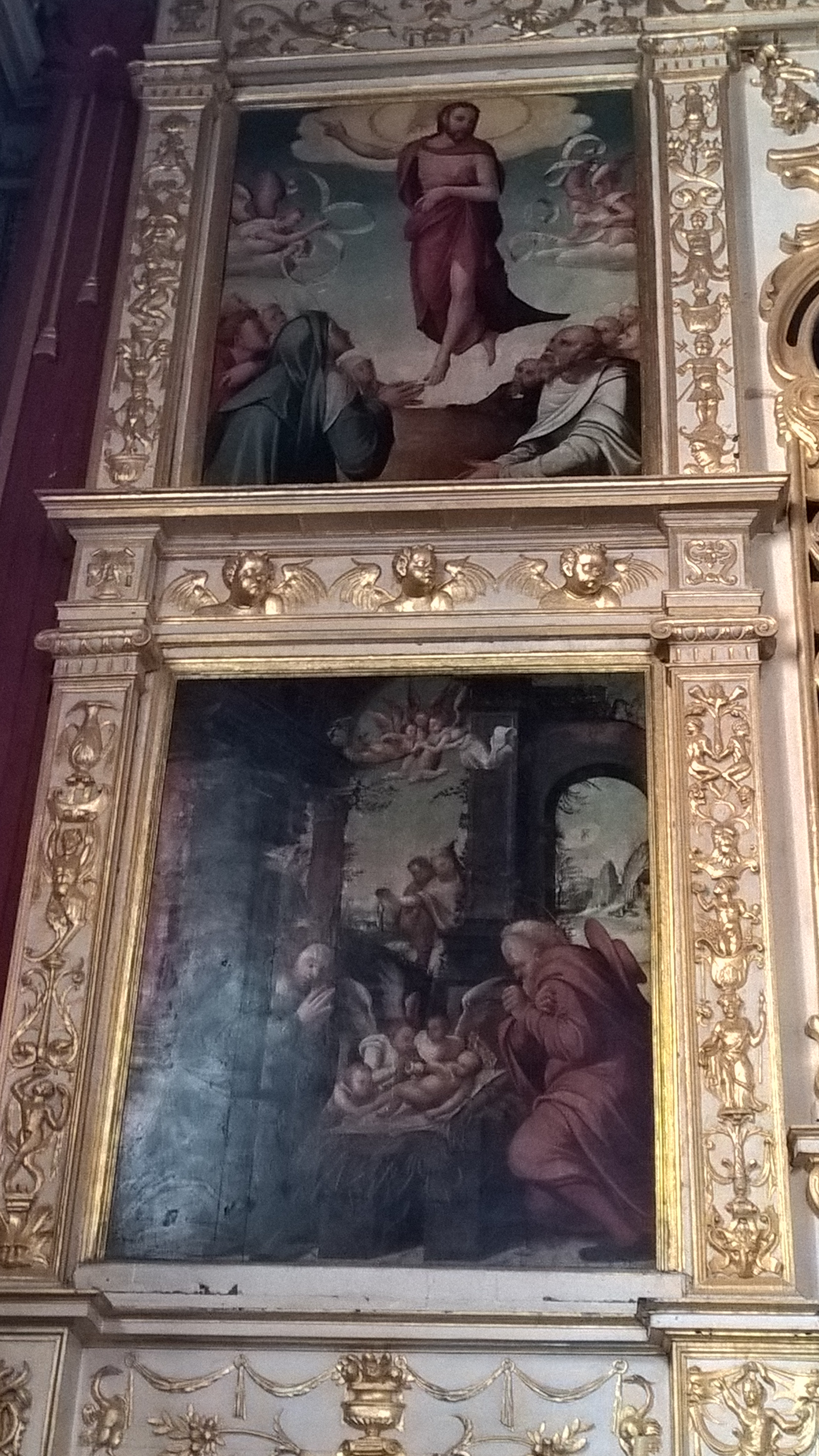
Ascensão de Cristo (em cima) e Natividade (em baixo)

### Ascensão de Cristo
A pintura Ascensão de Cristo com dimensão semelhante à anterior, representa o episódio bíblico homónimo da vida de Jesus (Atos 1:9–12).
A Ascensão de Cristo está colocada acima da Natividade na mesma relação lógica em que estão a Assunção da Virgem e o Encontro de Santa Ana e São Joaquim no lado oposto do Retábulo.
Esta Ascensão inspira-se, sem dúvida, no quadro do mesmo tema do Retábulo do Mosteiro da Trindade de Garcia Fernandes cuja composição geral é repetida. Ao centro, Cristo com a mão direita no gesto de abençoar eleva-se sobre um pequeno monte à volta do qual estão a Virgem Maria, uma das Santas Mulheres e os Apóstolos cujo grupo não está completo. Dois anjos, um da cada lado de Cristo, seguram filacteras onde está inscrita, em latim, uma citação incompleta dos Actos dos Apóstolos: "VIRI GALILEI QUID STATIS ASPICIENTES IN CELUM" («Galileus, por que estais olhando para o céu?»).
Na zona central não aparecem figuras, ou porque originariamente o Autor optou por dividi-las em dois grupos separados, como na Assunção da Virgem, ou porque foram eliminadas posteriormente na sequência de repintes. A auréola de Cristo e a nuvem amarelada luminosa por detrás dele, os motivos decorativos e a figura do apóstolo Pedro são comuns nos painéis da Ponta do Sol e do Mosteiro da Trindade, enquanto a maior diferença consiste na posição de Cristo que se apresenta na Ponta do Sol numa atitude mais dinâmica, com a perna esquerda avançada sobre a direita e com uma acentuada torção da cabeça.
Joaquim O. Caetano considera este painel como o mais fraco e mais danificado do conjunto. «A cor pura e limitada aos vermelhos, verdes e amarelos, os rostos sistematicamente repetidos, sobretudo quando colocados de perfil, o gosto pelos panos em espiral e cruzados, aqui repetidos nas voltas das filacteras, tornam extremamente característica a linguagem pictural deste Mestre».

### O Retábulo
A talha mantém intactas as cercaduras das quatro pinturas, mas sofreu grandes alterações na zona central para colocação de um camarim, e no remate que deveria formar um ático mais baixo e mais bem enquadrado no espaço arquitectónico da ábside com cobertura de alfarje. É possível que houvesse mais uma pintura ao centro, entretanto desaparecida, ou o nicho para a imagem de Nossa Senhora da Luz que é o orago da Igreja. O conjunto é de planta recta, de três tramos separados por pilastras decoradas com figuras humanas, máscaras, vasos, panos e folhagens. Na predela, putti seguram máscaras de onde caem panos que por sua vez seguram outras máscaras. Nos painéis existem máscaras enquadradas em cartelas enroladas, vasos de ferros, pássaros segurando panos, folhagens, cabeças de animal, contas e cachos de uva. Na separação dos andares existem frisos mais simples com cabeças de querubim. Os grotescos seguem o modo antuerpiano de prender fortemente os elementos entre si.

## História e apreciação

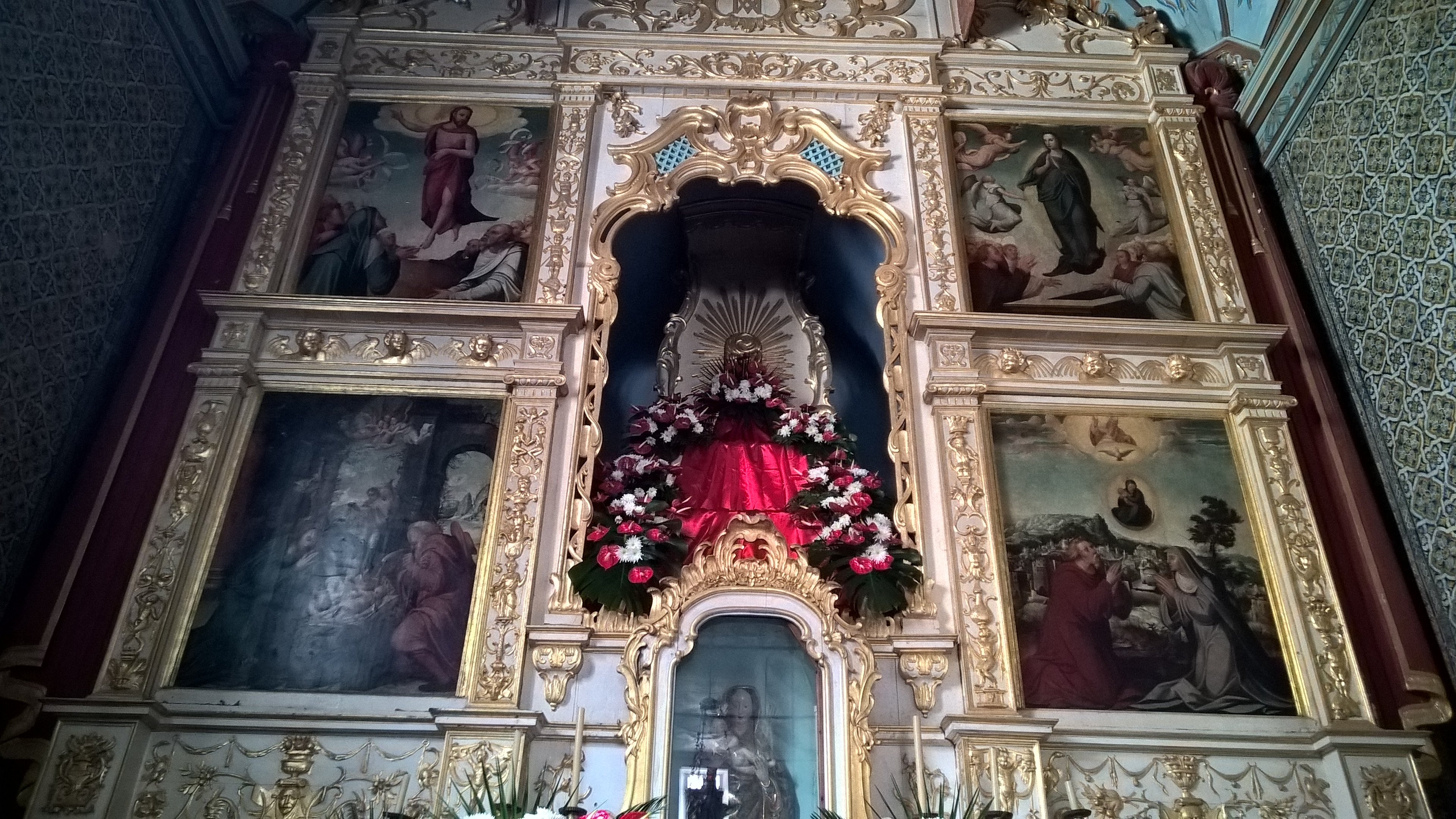
Políptico do Altar-mor da Matriz da Ponta do Sol integrado no Retábulo do Altar-mor

A Ponta do Sol foi elevada a vila em 1501 e tinha já uma primitiva igreja que foi objecto de importante remodelação no período manuelino. Um dos acrescentos foi a capela onde está sepultado o sesmeiro Rodrigues Anes, o Coxo, referida no seu testamento de 1486.
Quanto ao Retábulo, Isabel Santa Clara encontrou uma referência datada de 1589 sobre armários na sacristia da igreja bem como uns pedestais para os cabos do retábulo do altar mor porque corria o perigo de cair com um gasto de seis mil duzentos quarenta e cinco reais. No ano seguinte ficam terminados os armários, os pedestais e uma estante para o altar, parecendo que esta despesa tem a ver com obras de consolidação e beneficiação do Retábulo que já podia estar colocado desde meados do século, pelas características estilísticas da talha e da pintura.
A antiguidade do Políptico do Altar-mor da Matriz da Ponta de Sol cujas pinturas foram restauradas no período de 1990 a 1995 não foi apercebida por estudiosos como Cayola Zagallo (1915-1970) e a Eduardo Pereira, não tendo o primeiro feito referência delas e o segundo, reconhecendo-lhes qualidade, atribuiu-as erradamente ao  pintor Nicolau Ferreira activo na segunda metade do século XVIII na Madeira e Porto Santo. Por sua vez, o estudioso Francisco Clode considerou as obras provavelmente de «oficina portuguesa de meados do século XVI».
Joaquim O. Caetano atribuiu o Políptico ao Mestre de Arruda dos Vinhos, ainda que cronologicamente anterior ao núcleo de Arruda dos Vinhos e possivelmente também ao de Santa Cruz da Graciosa. A presumível obra deste Mestre consiste num conjunto de pinturas de meados do século XVI inspiradas nos modelos de Gregório Lopes que têm em comum «um colorido intenso e decorativo, mas de paleta limitada, com utilização preferencial de cores puras; o típico desenho de rostos e cabeças, o tratamento plástico dos panejamentos criando expressivas linhas sinuosas, mas as figuras apresentam um maior alteamento e corpulência mais acentuada (…)». Outra das características deste Mestre é «a utilização de ricos brocados que faz contrastar com as cores lisas dos panejamentos ondulantes e repuxados, e de elementos de ourivesaria de feição maneirista, muito rebuscados e cheios de elementos profanos (…)», ainda que esta última característica não seja observável nos quadros da Ponta do Sol.